# The Rolling Stone Album Guide
Pour les articles homonymes, voir Rolling, Rolling Stones (homonymie) et Stone.
The Rolling Stone Album Guide (anciennement connu sous le nom de The Rolling Stone Record Guide) est un livre qui contient des critiques de musique professionnelles écrites et éditées par des membres du personnel du magazine Rolling Stone. Sa première édition a été publiée en 1979 et sa dernière en 2004. Le guide peut être consulté sur Rate Your Music tandis qu'une liste d'albums ayant obtenu cinq étoiles par le guide peut être consultée sur Rocklist.net,.

## Première édition (1979)
Le Rolling Stone Record Guide est la première édition de ce qui deviendra plus tard le Rolling Stone Album Guide. Il est édité par Dave Marsh (qui a écrit une grande majorité des critiques) et John Swenson, et comprend des contributions de 34 autres critiques de musique. Il est divisé en sections par genre musical, puis répertorie les artistes par ordre alphabétique dans leurs genres respectifs. Les albums sont également classés par ordre alphabétique par artiste, bien que certains artistes aient leur carrière divisée en périodes chronologiques. 
Dave Marsh, dans son introduction, cite comme précédents le livre TV Movies de Leonard Maltin et la chronique de Robert Christgau dans Village Voice. Il donne Phonolog et Schwann's Records & Tape Guide comme sources d'informations brutes. 
La première édition comprend des photographies en noir et blanc de nombreuses couvertures d'albums qui ont reçu des critiques cinq étoiles. Ces titres sont listés ensemble dans la section Five-Star Records, qui est par coïncidence de cinq pages. 
L'édition comprend également des critiques de nombreux comédiens, dont Lenny Bruce, Lord Buckley, Bill Cosby, The Firesign Theatre, Spike Jones et Richard Pryor. Ils étaient répertoriés dans la section fourre-tout Rock, Soul, Country et Pop, qui comprenait les genres folk (Carter Family, Woody Guthrie, Leadbelly), bluegrass (Bill Monroe), funk (The Meters, Parliament - Funkadelic), le reggae (Toots & the Maytals, Peter Tosh). 
Les artistes pop traditionnels ne sont pas inclus (par ex. Andrews Sisters, Tony Bennett, Perry Como, Bing Crosby, Peggy Lee, Rudy Vallee, Lawrence Welk), à l'exception notable de Frank Sinatra et Nat King Cole. 
Certains artistes difficiles à classer (par exemple, Osibisa, Yma Sumac, Urubamba) qui pourraient désormais être considérées comme musiques du monde. 
Le jazz de big band est traité de manière sélective, certains chefs de groupe sont oubliés (Tommy Dorsey, Glenn Miller, Paul Whiteman), tandis que d'autres sont inclus (par ex. Count Basie, Cab Calloway, Duke Ellington, Benny Goodman). De nombreux autres styles de jazz sont apparus dans la section Jazz. 
Le livre est remarquable pour l'époque dans le style provocateur, de beaucoup de ses critiques. Par exemple, en écrivant sur la chanson de Neil Young Down by the River, John Swenson la décrit comme un « classique de la radio FM » (p.   425), et comme un « hymne de mauviette » (p.   244). Son collègue, Dave Marsh, en examinant les trois albums du groupe de jazz fusion Chase, donné une critique en un mot: « fuyez ». La critique de Marsh d'un groupe de rock alors appelé Platypus a déclaré simplement : « pond des œufs »

### Table des matières
- Introduction
- Rock, soul, country et pop
- Blues
- Jazz
- Gospel
- Anthologies, bandes originales et castings originaux
- Records cinq étoiles
- Glossaire
- Bibliographie sélective

### Système d'évaluation
Le guide utilise une échelle de notation sur cinq étoiles avec les descriptions suivantes de ces évaluations : 
- Cinq étoiles : « indispensable, un album qui doit faire partie de toute collection complète. »
- Quatre étoiles : « excellent, un album au mérite substantiel, quoique imparfait d'une manière essentielle. »
- Trois étoiles : « bon, un album de valeur moyenne, mais qui pourrait avoir un attrait considérable pour les fans d'un style particulier. »
- Deux étoiles : « médiocre, un album qui est artistiquement insignifiant, mais pas vraiment misérable. »
- Une étoile : « pauvre, un album où même la compétence technique est en cause ou qui a été remarquablement mal conçue. »
- Une puce carrée (▪) : « sans valeur, un album qui n'a jamais (ou ne devrait jamais) avoir été créé. Réservé aux eaux de bain les plus bathétiques. »

### Réviseurs
- Dave Marsh
- John Swenson
- Billy Altman
- Bob Blumenthal
- Georgia Christgau
- Jean-Charles Costa
- Chet Flippo
- Russell Gersten
- Mikal Gilmore
- Alan E. Goodman
- Peter Herbst
- Stephen Holden
- Martha Hume
- Gary Kenton
- Bruce Malamut
- Greil Marcus
- Ira Mayer
- Joe McEwen
- David McGee
- John Milward
- Teri Morris
- John Morthland
- Paul Nelson
- Alan Niester
- Rob Patterson
- Kit Rachlis
- Wayne Robbins
- Frank Rose
- Michael Rozek
- Fred Schruers
- Tom Smucker
- Ariel Swartley
- Ken Tucker
- Charley Walters[1]

## The Rolling Stone Jazz Record Guide (1985)
Le The Rolling Stone Jazz Record Guide a été publié en 1985 et reprenait les listes d'albums de jazz omises dans le New Rolling Stone Record Guide, avec des critiques supplémentaires éditées par John Swenson. Il comprenait les contributions de 16 critiques musicaux et présentait des listes alphabétiques d'albums sous le nom de chaque artiste.

### Régime de notation
Cette édition jazz utilise le même régime de notation que les deux premières éditions.

### Contributeurs
- John Swenson
- Bob Blumenthal
- Jean-Charles Costa
- Steve Futterman
- Russel Gersten
- Mikal Gilmore (en)
- Alan E. Goodman
- Fred Goodman
- Stephen Holden
- Ashley Kahn (en)
- Bruce Malamut
- Joe McEwen
- Michael Rozek
- Andy Rowan
- Bart Testa
- Charley Walters

## Lectures complémentaires
- (en) Tom Hull, « Working Drafts and Notes For: [The New] Rolling Stone Album Guide », sur tomhull.com, Tom Hull